# 제임스 라킨

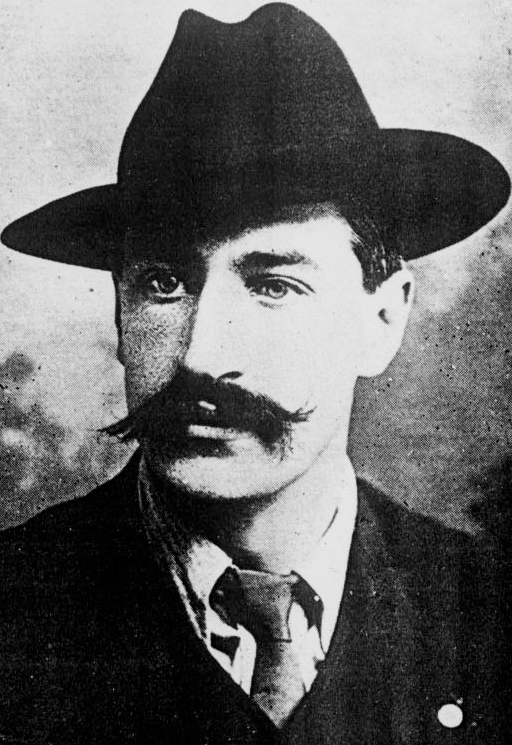

제임스 라킨(James Larkin, 1874년 1월 28일 ~ 1947년 1월 30일), 짐 라킨(Jim Larkin), 빅 짐(Big Jim)은 아일랜드 공화주의의 사회주의자이자 노조지도자이다. 제임스 코널리, 윌리엄 오브라이언과 함께 아일랜드 노동당의 설립자들 중 한 명이었다. 코널리와 잭 화이트와 더불어 아일랜드 시민군(ICA)의 창립자이기도 했다. 라킨은 생디칼리슴 운동의 주도적인 인물이었다.